# El Puente (La Vega)
El Puente (llamada oficialmente Santa María Madanela da Ponte) es una parroquia y un lugar del municipio español de La Vega, en la provincia de Orense, Galicia.

## Toponimia
La parroquia también es conocida por los nombres de Santa María Magdalena de El Puente y Santa María Magdalena de Ponte.

## Organización territorial
La parroquia está formada por una entidad de población:
- Ponte (A Ponte)

## Demografía
Gráfica demográfica del lugar y parroquia de El Puente según el INE español:
| Gráfica de evolución demográfica de El Puente entre 2000 y 2023 |
|                                                                 |
| Datos según el nomenclátor publicado por el INE.                |